# Lista de príncipes de Saxe-Coburgo-Gota

Esta é uma lista dos Príncipes de Saxe-Coburgo-Gota desde a ascensão de Ernesto I ao trono do Ducado de Saxe-Coburgo-Gota, em 1826. Os indivíduos portadores do título de príncipe, assim como suas consortes, tinham direito ao tratamento de "Alteza Real".
O título Príncipe de Saxe-Coburgo-Gota e Duque de Saxe e o estilo de "Alteza Real" eram normalmente restritos aos filhos legítimos dos soberanos saxões e aos seus descendentes pela linha masculina.

## Lista de príncipes saxões desde 1826
| Príncipe de Saxe-Coburgo-Gota por ato do soberano |
| Príncipe de Saxe-Coburgo-Gota pelo nascimento |
| (†) - Em carta-patente datada de 20 de novembro de 1917, o rei Jorge V restringiu o título de Príncipe aos filhos do soberano, seus netos pela linha masculina e ao filho mais velho do primeiro filho varão do Príncipe de Gales.                                                                            |
| (‡) - Por ordem do Conselho de Estado datada de 28 de março de 1919, conforme determinado pela Lei de Privação de Títulos de 1917, o rei Jorge V suspendeu títulos de nobreza, dignidades principescas e honrarias britânicas a todos os que permaneceram fiéis à Alemanha durante a Primeira Guerra Mundial. |
| (‡‡) - Casamento morganático |
| - Título no Ducado de Saxe-Coburgo-Gota |
| - Título no Reino da Bélgica |
| - Título no Império do Brasil |
| - Título no Reino da Bulgária |
| - Título no Reino de Portugal |
| - Título no Reino Unido |

| Nome                                                           | Nascimento       | Morte            | Linhagem Real                | Notas |
| Primeira Geração                                               | Primeira Geração | Primeira Geração | Primeira Geração             | Primeira Geração |
| -------------------------------------------------------------- | ---------------- | ---------------- | ---------------------------- | --- |
| · Ernesto I                                                    | 1784             | 1844             | 1º filho de Francisco I      | Duque de Saxe-Coburgo-Gota (1826–1844)                                                                               |
| · Fernando                                                     | 1785             | 1851             | 2º filho de Francisco I      | Título mantido desde a ascensão do irmão até sua morte.                                                              |
| · Leopoldo · Rei Leopoldo I                                    | 1790             | 1865             | 3º filho de Francisco I      | Título mantido desde a ascensão do irmão até sua morte. Rei dos Belgas (1831–1865)                                   |
| Segunda Geração                                                |                  |                  |                              | |
| · Ernesto II                                                   | 1818             | 1893             | 1º filho de Ernesto I        | Título mantido desde a ascensão de seu pai até sua própria ascensão, em 1844. Duque de Saxe-Coburgo-Gota (1844–1893) |
| · Alberto · Príncipe Consorte                                  | 1819             | 1861             | 2º filho de Ernesto I        | Título mantido desde a ascensão de seu pai até sua morte. Príncipe Consorte do Reino Unido (1840–1861)               |
| · Fernando · Rei Dom Fernando II                               | 1816             | 1885             | 1º filho de Fernando         | Título mantido desde a ascensão de seu pai até sua morte. Rei Consorte de Portugal (1837–1853)                       |
| · Augusto                                                      | 1818             | 1881             | 2º filho de Fernando         | Título mantido desde a ascensão de seu pai até sua morte.                                                            |
| · Leopoldo                                                     | 1824             | 1884             | 3º filho de Fernando         | Título mantido desde a ascensão de seu pai até sua morte. (‡‡)                                                       |
| · Luís Filipe · Príncipe Herdeiro                              | 1833             | 1834             | 1º filho de Leopoldo I       | Nascido como Príncipe da Bélgica.                                                                                    |
| · Leopoldo · Duque de Brabante · depois Rei Leopoldo II        | 1835             | 1909             | 2º filho de Leopoldo I       | Nascido como Príncipe da Bélgica. Rei dos Belgas (1865–1909)                                                         |
| · Filipe · Conde de Flandres                                   | 1837             | 1905             | 3º filho de Leopoldo I       | Nascido como Príncipe da Bélgica.                                                                                    |
| Terceira Geração                                               |                  |                  |                              | |
| · Alberto Eduardo · Príncipe de Gales · depois Rei Eduardo VII | 1841             | 1910             | 1º filho de Alberto          | Nascido como Príncipe do Reino Unido. Rei do Reino Unido (1901–1910)                                                 |
| · Alfredo I · Duque de Edimburgo                               | 1844             | 1900             | 2º filho de Alberto          | Nascido como Príncipe do Reino Unido. Duque de Saxe-Coburgo-Gota (1893–1900)                                         |
| · Artur · Duque de Connaught e Strathearn                      | 1850             | 1942             | 3º filho de Alberto          | Nascido como Príncipe do Reino Unido.                                                                                |
| · Leopoldo · Duque de Albany                                   | 1853             | 1884             | 4º filho de Alberto          | Nascido como Príncipe do Reino Unido.                                                                                |
| · Pedro · Príncipe Real · depois Rei Dom Pedro V               | 1837             | 1861             | 1º filho de Fernando II      | Nascido como Príncipe de Portugal. Rei de Portugal (1853–1861)                                                       |
| · Luís · Duque do Porto e Viseu · depois Rei Dom Luís I        | 1838             | 1889             | 2º filho de Fernando II      | Nascido como Príncipe de Portugal. Rei de Portugal (1861–1889)                                                       |
| · João · Duque de Beja                                         | 1842             | 1861             | 3º filho de Fernando II      | Nascido como Príncipe de Portugal.                                                                                   |
| · Fernando · Dom Fernando                                      | 1846             | 1861             | 4º filho de Fernando II      | Nascido como Príncipe de Portugal.                                                                                   |
| · Augusto · Duque de Coimbra                                   | 1847             | 1889             | 5º filho de Fernando II      | Nascido como Príncipe de Portugal.                                                                                   |
| Leopoldo · Dom Leopoldo                                        | 1849             | 1849             | 6º filho de Fernando II      | Nascido como Príncipe de Portugal.                                                                                   |
| Eugênio · Dom Eugênio                                          | 1853             | 1853             | 7º filho de Fernando II      | Nascido como Príncipe de Portugal.                                                                                   |
| · Filipe                                                       | 1844             | 1921             | 1º filho de Augusto          | |
| · Luís Augusto                                                 | 1845             | 1909             | 2º filho de Augusto          | |
| · Fernando · Czar Fernando I                                   | 1861             | 1948             | 3º filho de Augusto          | Czar de Bulgária (1908–1918)                                                                                         |
| · Leopoldo · Duque de Brabante                                 | 1859             | 1869             | Filho único de Leopoldo II   | Nascido como Príncipe da Bélgica.                                                                                    |
| · Balduíno · Balduíno                                          | 1869             | 1891             | 1º filho de Filipe           | Nascido como Príncipe da Bélgica.                                                                                    |
| · Alberto · Alberto · depois Rei Alberto I                     | 1875             | 1934             | 2º filho de Filipe           | Nascido como Príncipe da Bélgica. Rei dos Belgas (1909–1934)                                                         |
| Quarta Geração                                                 |                  |                  |                              | |
| · Alberto Vitor · 1º Duque de Clarence e Avondale              | 1864             | 1892             | 1º filho de Eduardo VII      | Nascido como Príncipe do Reino Unido.                                                                                |
| · Jorge · Príncipe de Gales · depois Rei Jorge V               | 1865             | 1936             | 2º filho de Eduardo VII      | Nascido como Príncipe do Reino Unido. Rei do Reino Unido (1910–1936)                                                 |
| Alexandre João · Alexandre João                                | 1871             | 1871             | 3º filho de Eduardo VII      | Nascido como Príncipe do Reino Unido.                                                                                |
| · Alfredo · Alfredo                                            | 1874             | 1899             | Filho único de Alfredo I     | Nascido como Príncipe do Reino Unido.                                                                                |
| · Artur · Artur                                                | 1883             | 1938             | Filho único de Artur         | Nascido como Príncipe do Reino Unido.                                                                                |
| · Carlos I · Duque de Albany                                   | 1884             | 1954             | Filho único de Leopoldo      | Nascido como Príncipe do Reino Unido. Duque de Saxe-Coburgo-Gota (1900–1918) (‡)                                     |
| · Carlos · Príncipe Real · depois Rei Dom Carlos I             | 1863             | 1908             | 1º filho de Dom Luís I       | Nascido como Príncipe de Portugal. Rei de Portugal (1889–1908)                                                       |
| · Afonso · Duque do Porto                                      | 1865             | 1920             | 2º filho de Dom Luís I       | Nascido como Príncipe de Portugal.                                                                                   |
| · Leopoldo Clemente                                            | 1878             | 1916             | Único filho de Filipe        | |
| · Pedro · Dom Pedro Augusto                                    | 1866             | 1934             | 1º filho de Luís Augusto     | Manteve a nacionalidade brasileira até sua morte e o título de Príncipe do Brasil (1871-1889).                       |
| · Augusto Leopoldo · Dom Augusto Leopoldo                      | 1867             | 1922             | 2º filho de Luís Augusto     | Manteve a nacionalidade brasileira até sua morte e o título de Príncipe do Brasil (1871-1889).                       |
| · José Fernando                                                | 1869             | 1888             | 3º filho de Luís Augusto     | Manteve a nacionalidade alemã.                                                                                       |
| · Luís Gastão                                                  | 1870             | 1942             | 4º filho de Luís Augusto     | Manteve a nacionalidade alemã.                                                                                       |
| · Bóris · Príncipe de Tarnovo · depois Czar Bóris III          | 1894             | 1943             | 1º filho de Fernando I       | Nascido como Príncipe da Bulgária. Czar da Bulgária (1918–1943)                                                      |
| · Cirilo · Príncipe de Preslav                                 | 1895             | 1945             | 2º filho de Fernando II      | Nascido como Príncipe da Bulgária.                                                                                   |
| · Leopoldo · Duque de Brabante · depois Rei Leopoldo III       | 1901             | 1983             | 1º filho de Alberto I        | Nascido como Príncipe da Bélgica. Rei dos Belgas (1934–1951)                                                         |
| · Carlos · Conde de Flandres                                   | 1903             | 1983             | 2º filho de Alberto I        | Nascido como Príncipe da Bélgica.                                                                                    |
| Quinta Geração                                                 |                  |                  |                              | |
| · Eduardo · Príncipe de Gales · depois Rei Eduardo VIII        | 1894             | 1972             | 1º filho de Jorge V          | Nascido como Príncipe do Reino Unido. Rei do Reino Unido (1936)                                                      |
| · Alberto · Duque de Iorque · depois Rei Jorge VI              | 1895             | 1952             | 2º filho de Jorge V          | Nascido como Príncipe do Reino Unido. Rei do Reino Unido (1936–1952)                                                 |
| · Henrique · Duque de Gloucester                               | 1900             | 1974             | 3º filho de Jorge V          | Nascido como Príncipe do Reino Unido.                                                                                |
| · Jorge · Duque de Kent                                        | 1902             | 1942             | 4º filho de Jorge V          | Nascido como Príncipe do Reino Unido.                                                                                |
| · João · João                                                  | 1905             | 1919             | 5º filho de Jorge V          | Nascido como Príncipe do Reino Unido.                                                                                |
| · Alastair · Duque de Connaught e Strathearn                   | 1914             | 1943             | Filho único de Artur         | Nascido como Príncipe do Reino Unido.                                                                                |
| · João Leopoldo · João Leopoldo                                | 1906             | 1972             | 1º filho de Carlos I         | Nascido como Príncipe do Reino Unido. (‡‡)                                                                           |
| Umberto · Umberto                                              | 1909             | 1943             | 2º filho de Carlos I         | Nascido como Príncipe do Reino Unido.                                                                                |
| Frederico Josias                                               | 1918             | 1998             | 3º filho de Carlos I         | |
| · Luís Filipe · Príncipe Real                                  | 1887             | 1908             | 1º filho de Carlos I         | Nascido como Príncipe de Portugal.                                                                                   |
| · Manuel · Duque de Beja · depois Rei Manuel II                | 1889             | 1932             | 2º filho de Carlos I         | Nascido como Príncipe de Portugal. Rei de Portugal (1908–1910)                                                       |
| · Augusto Clemente · Dom Augusto Clemente                      | 1895             | 1908             | 1º filho de Augusto Leopoldo | |
| · Rainer · Dom Rainer                                          | 1900             | 1945             | 2º filho de Augusto Leopoldo | |
| · Filipe · Dom Filipe                                          | 1901             | 1985             | 3º filho de Augusto Leopoldo | (‡‡) |
| · Ernesto · Dom Ernesto                                        | 1907             | 1978             | 4º filho de Augusto Leopoldo | (‡‡) |
| · Antônio                                                      | 1901             | 1970             | Filho único de Luís Gastão   | |
| · Simeão · Príncipe de Tarnovo · depois Czar Simeão II         | 1936             |                  | Filho único de Bóris III     | Nascido como Príncipe da Bulgária. Czar da Bulgária (1943–1946)                                                      |
| · Balduíno · Duque de Brabante · depois Rei Balduíno I         | 1930             | 1993             | 1º filho de Leopoldo III     | Nascido como Príncipe da Bélgica. Rei dos Belgas (1951–1993)                                                         |
| · Alberto · Príncipe de Liège · depois Rei Alberto II          | 1934             |                  | 2º filho de Leopoldo III     | Nascido como Príncipe da Bélgica. Rei dos Belgas (1993–2013)                                                         |
| · Alexandre · Alexandre                                        | 1942             | 2009             | 3º filho de Leopoldo III     | Nascido como Príncipe da Bélgica.                                                                                    |
| Sexta Geração                                                  |                  |                  |                              | |
| · André                                                        | 1943             |                  | 1º filho de Frederico Josias | |
| Adriano                                                        | 1955             | 2011             | 2º filho de Frederico Josias | (‡‡) |
| João Henrique                                                  | 1931             | 2010             | Filho único de Rainer        | |
| · Kardam · Príncipe de Tarnovo                                 | 1962             | 2015             | 1º filho de Simeão II        | Nascido como Príncipe da Bulgária.                                                                                   |
| · Cirilo · Príncipe de reslav                                  | 1964             |                  | 2º filho de Simeão II        | Nascido como Príncipe da Bulgária.                                                                                   |
| Kubrat · The Prince of Panagyurishte                           | 1965             |                  | 3º filho de Simeão II        | Nascido como Príncipe da Bulgária.                                                                                   |
| Constantino · The Prince of Vidin                              | 1967             |                  | 4º filho de Simeão II        | Nascido como Príncipe da Bulgária.                                                                                   |
| · Filipe · Duque de Brabante · depois Rei Filipe I             | 1960             |                  | 1º filho de Alberto II       | Nascido como Príncipe da Bélgica. Rei dos Belgas (2013)                                                              |
| · Louenço · Lourenço                                           | 1963             |                  | 2º filho de Alberto II       | Nascido como Príncipe da Bélgica.                                                                                    |
| Sétima Geração                                                 |                  |                  |                              | |
| Umberto                                                        | 1975             |                  | 1º filho de André            | |
| Alexandre                                                      | 1977             |                  | 2º filho de André            | |
| João Alberto                                                   | 1969             | 1987             | Filho único de João Henrique | |
| Bóris · Príncipe de Tarnovo                                    | 1997             |                  | 1º filho de Kardam           | |
| Oitava Geração                                                 |                  |                  |                              | |
| Filipe Umberto                                                 | 2015             |                  | Filho único de Umberto       | |